# エア★アメリカ
『エア★アメリカ』（原題: Air America）は、1990年制作のアメリカ映画。

## ストーリー
ベトナム戦争真っ只中の1969年。アメリカ中央情報局は、秘密裏に航空会社「エア・アメリカ」をラオス国内に設立していた。
そこに新しいパイロットのビリーがやってくる。戦地での暮らしに慣れない彼を、先輩パイロットのジーンは気さくに迎え入れる。
だが丁度その頃、アメリカ本国からダヴェンポート上院議員が視察にやってくる事になった。上院議員に裏で行っている麻薬密輸を知られたくないレモンド少佐は、パイロットに罪を擦り付けようと考える。

## 機体
C-123K
本作で最も多く登場する機体。穀物や火器類、そして豚も輸送する。輸送方法の大部分が空中からの投下であるため、穀物以外の物資にはパラシュートが付いている。密林に広く展開したベトナム軍の対空砲火に晒されやすく、エンジンに被弾したため不時着を余儀なくされる場面がある。
PC-6C ターボポーター
小型のSTOL機。積荷は主に穀物であるが、ジーンによる武器密輸にも使用される。STOL機であることを生かし、山中に簡易的に作った滑走距離の短い滑走路に着陸する場面がある。
ベル UH-1 イロコイ
本作で最も多く登場する回転翼機。不時着したビリーやその他搭乗員を救助するために使用される。途中、敵のゲリラに撃墜される。
ベル 47J-2A レンジャー
ビリーがエア・アメリカに転職する前に所属していたラジオ会社で使用している回転翼機。空中からの交通事故現場の実況報道中にビリーが渋滞の原因となっている大型トレーラーに超至近距離にまで近づき、口喧嘩を始めてしまう。

## キャスト
| 役名                   | 俳優                             | 日本語吹き替え | 日本語吹き替え |
| 役名                   | 俳優                             | ソフト版       | 日本テレビ版   |
| ---------------------- | -------------------------------- | -------------- | -------------- |
| ジーン・ライアック     | メル・ギブソン                   | 小川真司       | 磯部勉         |
| ビリー・コヴィントン   | ロバート・ダウニー・Jr           | 千葉繁         | 山寺宏一       |
| コリンヌ・ランドロー   | ナンシー・トラヴィス             | 高島雅羅       | 日野由利加     |
| ドナルド・レモンド少佐 | ケン・ジェンキンス               | 池田勝         | 永井一郎       |
| ロブ・ディール         | デヴィッド・マーシャル・グラント | 稲葉実         | 富山敬         |
| ダヴェンポート上院議員 | レイン・スミス                   | 筈見純         | 小林清志       |
| ルー・スーン将軍       | バート・クウォーク               | 渡部猛         | 仁内建之       |
| ジャック・ニーリー     | アート・ラフルー                 | 幹本雄之       | 幹本雄之       |
| バボ                   | ティム・トマーソン               | 伊井篤史       | 麦人           |
| ピレリ                 | ネッド・アイゼンバーグ           | 島田敏         | 江原正士       |
| O・V                   | マーシャル・ベル                 | 星野充昭       | 辻親八         |
| ニーノ                 | ハーヴェイ・ジェイソン           | 塚田正昭       | 田原アルノ     |

- 日本テレビ版 - 初回放送1992年10月23日『金曜ロードショー』

## スタッフ
- 監督：ロジャー・スポティスウッド
- 製作：ダニエル・メルニック
- 製作総指揮：マリオ・カサール、アンドリュー・G・ヴァイナ
- 原作：クリストファー・ロビンス
- 脚本：リチャード・ラッシュ、ジョン・エスコウ
- 撮影：ロジャー・ディーキンス
- 音楽：チャールズ・グロス